# Demkó György
Demkó György (Nagyida, 1856. február 15. – Balatonfüred, 1914. május 5.) teológiai doktor, egyetemi tanár, rektor.

## Élete
Egerben végezte a gymnasiumot, azután papnövendék lett és a hittudományi tanfolyamra Bécsbe küldték a Pázmáneumba, ahol 1878 őszén a szentírási tanulmányokból szigorlatot tett. Innét hazatért, pappá szenteltetett és 1879-ben káplán lett Törökszentmiklóson. 1880-ban Bécsbe ment és az egyháztörténelemből és egyházjogból tett szigorlatot. Ekkor az egri teológiai intézetben lett tanár. Ezután a Budapesti Tudományegyetemen Rapaics Rajmund tanszékén hittudományi tanár, 1882. október 27-én teologiai doktorrá lett De statu ecclesiae catholicae in regno Angliae inde a tempore Elisabeth usque ad hodiernam diem ab anno 1558–1882-um című értekezésével. 1883-tól mint rendes tanár működött a történelmi és jogi tanszéken; házasságvédő volt az egri főszentszéknél, zsinati vizsgáló és a középiskolai hittanárokat vizsgáló bizottság tagja, az angol kisasszonyok intézetében pedig hitelemző; végül az egyházmegyei papi nyugdíj- és segélyalap központi bizottságának jegyzője.
1904–1905-ben az egyetem rektora, 1907-től egri kanonok és a papnevelő igazgatója; korszerűsítette az intézetet. 1913-ban nyugalomba vonult, és a következő évben el is hunyt.

## Művei

### Folyóiratcikkei
Hittudományi s egyházjogi cikkei megjelentek az Egri Egyházmegyei Közlönyben (1881. 1885. 1889.), Egerben (1888. 1890–1891), Hittudományi Folyóiratban (1890–1891), Magyar Államban; könyvismertetéseket irt a Tájékozóba s Irodalmi Szemlébe; szent beszédeket Hitszónoklati Folyóiratokba és a Borromaeusba, a Havi Közlönynek pedig rendes munkatársa.

### Önálló művei
- Jus ecclesiasticum. Agriae, 1888. Két kötet. (Ism. M. Sion 1887.)
- A gyermekek vallása. Bp., 1897.